# Réserve naturelle nationale de Camargue
La réserve naturelle nationale de Camargue (RNN22 ou RNNC) est une réserve naturelle nationale située en Provence-Alpes-Côte d'Azur. Créée en 1927 et classée en 1975, elle occupe une surface de 13 232 hectares. Gérée par la Société nationale de protection de la nature (SNPN).

## Localisation

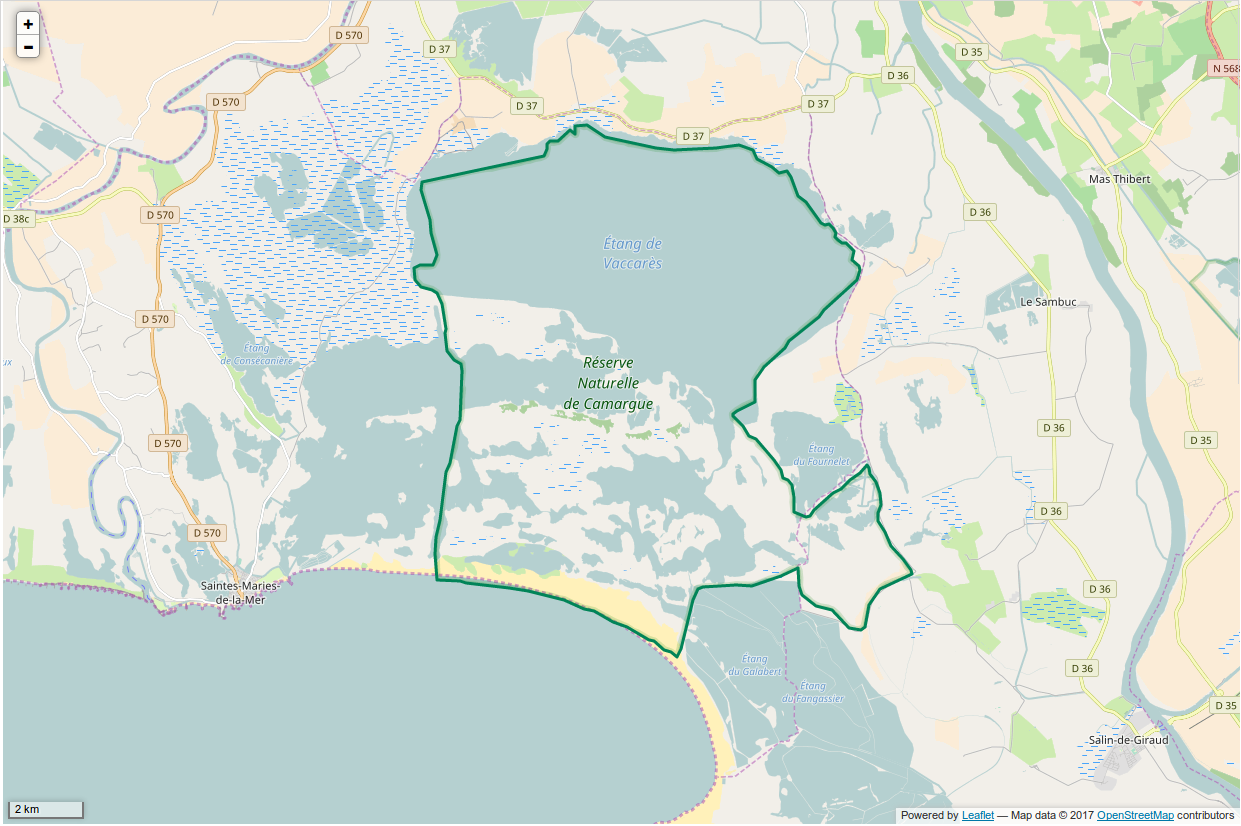
Périmètre de la réserve naturelle.

Le territoire de la réserve naturelle est dans le département des Bouches-du-Rhône, sur les communes de Arles et des Saintes-Maries-de-la-Mer. Elle est située à l'intérieur du delta du Rhône et englobe l'étang de Vaccarès ainsi que les étangs inférieurs jusqu'à la mer (les étangs des Impériaux n'en font plus partie depuis 1959-1960), Amphise et Salin de Badon. Sa superficie est de plus de 13 000 hectares, ce qui en fait une des plus étendues d'Europe.

## Histoire du site et de la réserve
Située à la croisée d’activités économiques aux enjeux opposés, la réserve est pensée au début du 20e siècle alors que saliniers et agriculteurs y projettent des usages différents. La « réserve zoologique et botanique de Camargue » est donc créée en 1927 et sa gestion est confiée à la Société nationale d'acclimatation, renommée Société nationale de protection de la nature.
Elle est classée sous le titre de « réserve nationale de Camargue », le 24 avril 1975, peu après l’acquisition des terrains par l’État qui confirme la SNPN dans son rôle de gestionnaire.
Gabriel Tallon en fut le premier directeur à partir de 1935 et pendant quarante ans. Il fut ensuite suivi par Jacques de Cafarelli, René Charavin, Eric Coulet, Anaïs Cheiron et Gaël Hemery, directeur actuel de la RNNC.

### Patrimoine archéologique
Des fouilles archéologiques réalisées entre1997 et 2002, à raison d'un mois par an, ont mis en évidence plusieurs occupations successives et discontinues entre le Ve siècle av. J.-C. et le Ve siècle, influencées par les aléas météorologiques.
Sur le site de la Capelière, les fouilles ont révélé une première occupation entre 500 et 175 av. J.-C., puis une désertion du site à la suite de fortes inondations qui laisse place à une fréquentation intermittente du site, jusqu'au Ve siècle de notre ère où l'on constate une nouvelle occupation.
Le site de la Capelière est lié à la proximité du Rhône et au trafic fluvio-maritime qui en résulte entre Arles et la mer. En effet, le mobilier retrouvé (notamment les céramiques) montrent l'existence de commerce et d'échanges. Cette position géographique à l'Est du Vaccarès favoris également l'accès aux ressources aquacoles. On observe ainsi des périodes de pêche importantes, mais cette prédominance varie sur les différentes occupations.
On observe également la présence d’un port fluvial sur la rive du Rhône d’Ulmet entre le Ve et le VIe siècle.
Au Moyen Âge, entre le XIIe et le XIVe siècle, on note la présence de l’abbaye d’Ulmet, construite en 1173 par des moines cisterciens et qui est la première des « abbayes du sel » avec celles de Psalmody, Franquevaux et Sylveréal.

## Écologie (biodiversité, intérêt écopaysager…)
Les habitats prioritaires identifiés par la directive européenne Habitats-Faune-Flore représentent 66 % de la réserve et sont constitués en grande majorité par des lagunes, qui occupent environ 8 500 ha entre le système Vaccarès, les étangs Inférieurs (Lion et Dame) et le système littoral (Batayolles et Tampan). 94 % de la surface de la réserve sont constitués d’habitats salés inondés ou inondables.
Parmi les habitats notables, on retrouve aussi les dunes littorales à genévrier, qui couvrent environ 60 ha sur la réserve, représentée en grande partie par le bois des Rièges. Sont également présentes des pelouses méditerranéennes (montilles) sur environ 110 ha, des sansouires sur près de 4 000 ha et enfin les plages et dunes qui s’étendent sur environ 7 km de littoral.

### Flore
La réserve de Camargue abrite une grande diversité floristique. Parmi les quelque 612 espèces végétales recensées, 73 présentent un intérêt patrimonial, aux échelles nationales ou régionales. Au total, ce sont 34 espèces végétales sur la réserve qui bénéficient d'une protection à l'échelle nationale ou régionale (PACA).

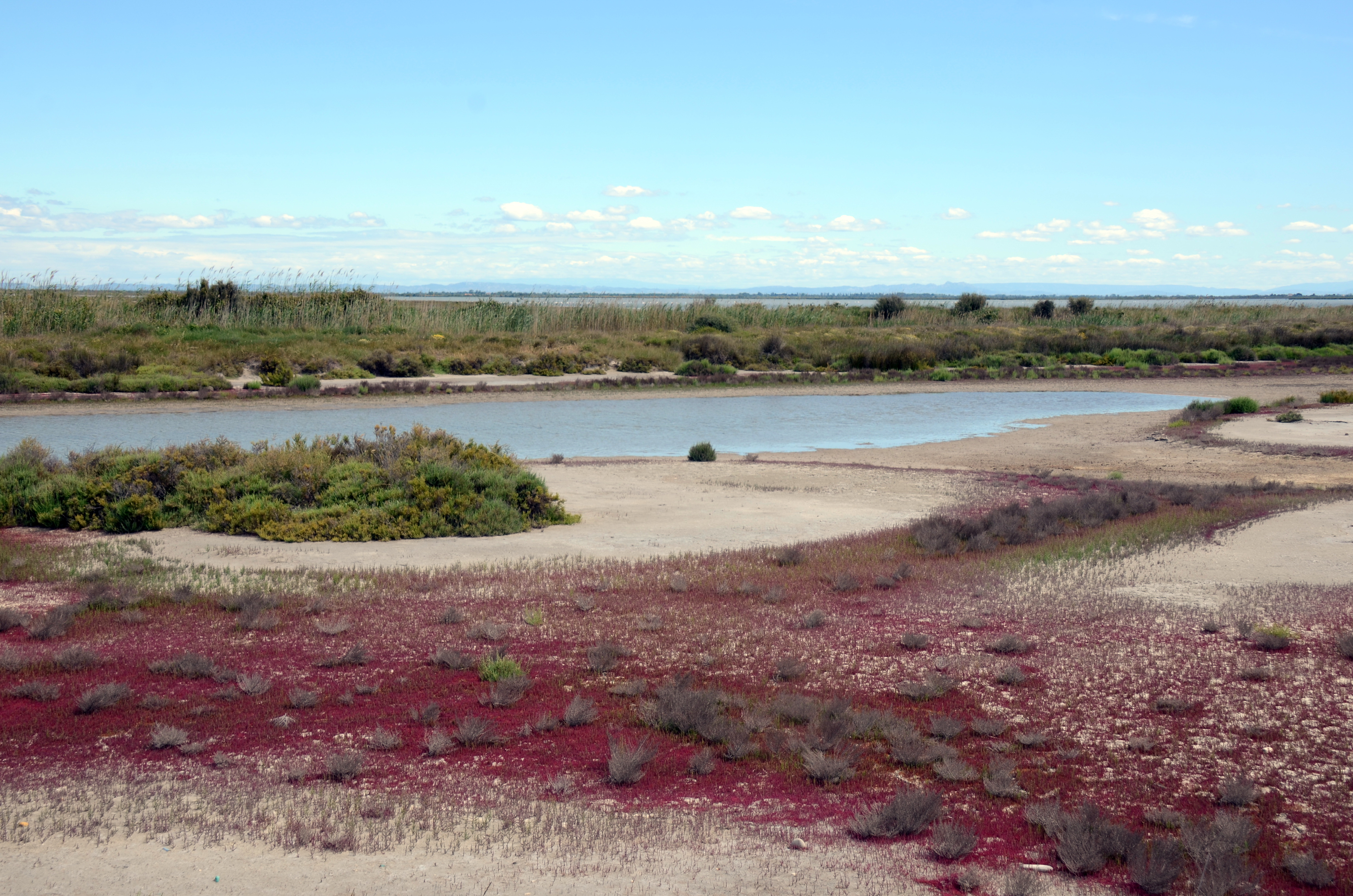
Anciens salins dans la réserve (2014).

Parmi les végétaux remarquables figurent les genévriers turbinés multi-centenaires qui colonisent le cordon dunaire et sont l'espèce structure du bois des Rièges, site mythique de Camargue. On trouve également de la Saladelle de Girard, de l'Ail petit moly ainsi que des herbiers de zostères.

### Faune
La réserve de Camargue est particulièrement connue pour son intérêt ornithologique et ses 283 espèces d'oiseaux recensés, dont 89 sont inscrites à l'annexe I de la directive Oiseaux et parmi lesquelles 17 ont un statut préoccupant. Les plus célèbres sont les flamants roses dont les effectifs atteignent un maximum de 34 000 individus en fin d'été.
Environ 1700 espèces d'insectes et d'arachnides ont été identifiées dans la réserve.
39 espèces de poissons ont été inventoriées au cours de la dernière décennie, dont l'Anguille, l'Atherine, le Gobie noir et l'Ablette. La variation des populations d'anguilles est liée à la gestion des connexions avec la mer (comme pour toutes les espèces marines) qui est essentielle pour la diversité du peuplement dans son ensemble. On compte également au moins 5 espèces d'amphibiens et douze espèces de reptiles qui ont été identifiées dans la réserve durant la dernière décennie.
24 espèces de mammifères - sur 43 espèces inventoriées dans l'ensemble de la Camargue- sont présentes de façon avérée, dont le Hérisson d'Europe, la Pipistrelle, le Renard roux, la Fouine, la Belette, le Ragondin, la Genette et des campagnols.

## Intérêt touristique et pédagogique
La réserve bénéficie de plusieurs sites d’accueil du public et offre sur une partie de son territoire la possibilité de promenades.
La Capelière, maison de la réserve et du Vaccarès.
La Capelière héberge le centre administratif de la réserve. Il s’agit d’un ancien mas au bord de l’étang de Vaccarès, entouré de marais. Depuis 1979, elle est également un centre d’information pour les visiteurs. L’espace muséographique permanent fut rénové en 2023 et la maison de la réserve et du Vaccarès accueille donc une exposition permanente ainsi qu’une exposition temporaire annuelle. Un sentier de promenade permet de découvrir différents paysages (marais, forêt, pelouse, sansouire et roselière) et d’observer la faune grâce à plusieurs observatoires.
Le phare de la Gachole.

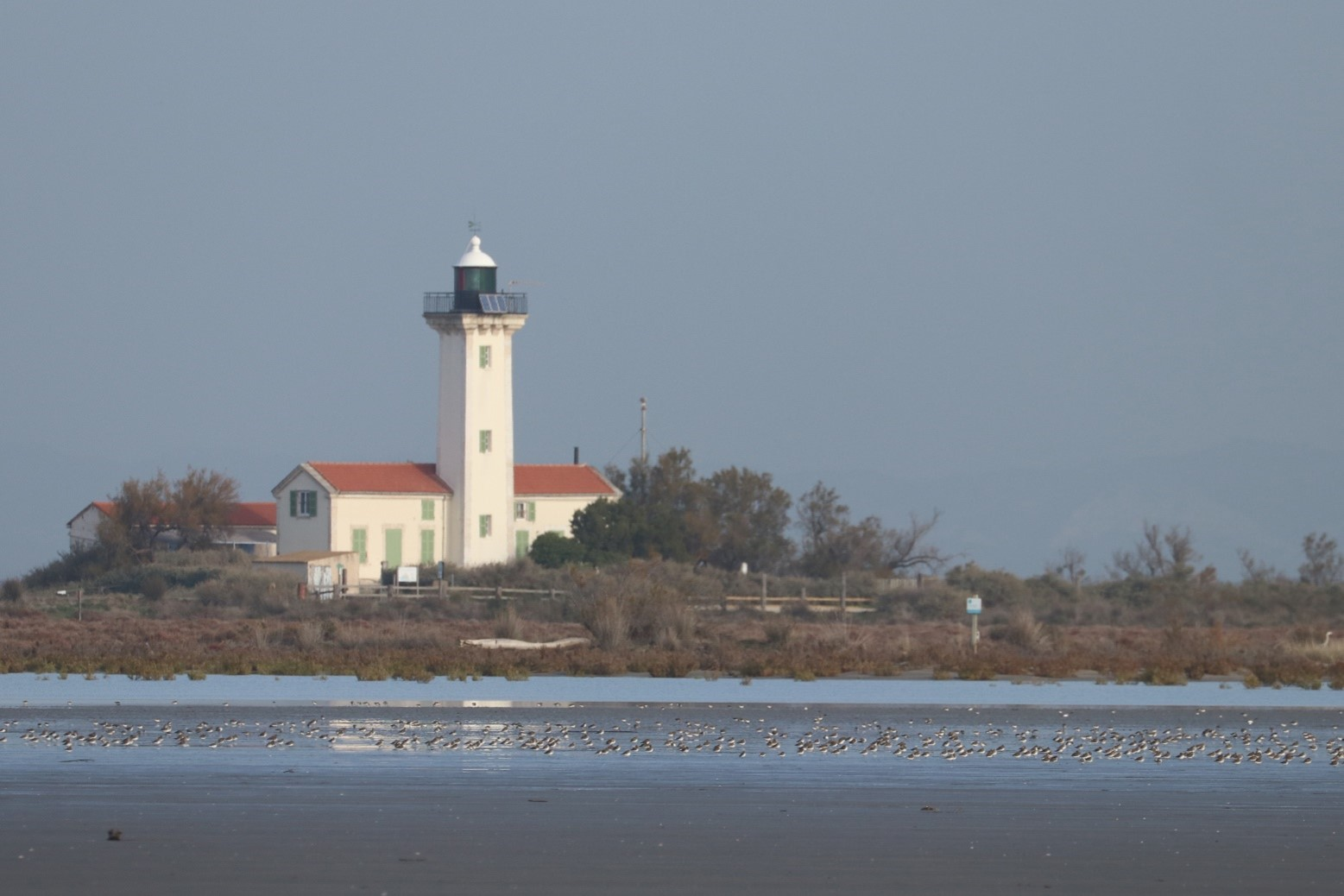
Vue du phare de la Gachole.

Le phare de la Gachole, construit en 1882, est situé sur la digue à la mer. Celle-ci permet l’accès à 20 km de sentiers sur le littoral de la réserve et relie les Saintes-Maries-de-la-Mer à Salin-de-Giraud. Au pied du phare se trouve un point d’information et d’accueil du public, par l’intermédiaire des bénévoles de la Société nationale de protection de la nature.
La digue à la mer, la plage de la réserve et le phare de la Gachole sont les seuls lieux du territoire de la réserve où la circulation est permise (à vélo et à pied).

## Administration, plan de gestion, règlement
La réserve naturelle est gérée par la Société nationale de protection de la nature (SNPN). Le plan de gestion en cours couvre la période 2023-2027.
Deux instances de gouvernance apportent leur avis et leur expertise à la gestion de la réserve.
Le Conseil de direction, présidé par le Préfet des Bouches-du-Rhône, est consulté sur les conditions d’application de la réglementation, l’élaboration et la mise en œuvre du plan de gestion, ainsi que sur l’information et l’éducation du public.
Le Conseil scientifique est chargé de formuler un avis sur les mesures de gestion et l’aménagement de la réserve, inciter et de coordonner les recherches scientifiques et de proposer des modifications éventuelles de la réglementation.

### Outils et statut juridique
La réserve naturelle a été créée par un arrêté ministériel du 24 avril 1975. C'est cet arrêté qui fixe sa réglementation.

### Mesures de protection et de reconnaissance
La réserve de Camargue bénéficie d'un certain nombre de mesure de protection. Le site a été classé en 1942 et inscrit en 1963.
En 1966, la réserve obtient le diplôme du Conseil de l'Europe, qui a été régulièrement renouvelé depuis. Le dernier renouvèlement date de 2023 et s'étendra jusqu'en 2031.
Elle est intégrée au périmètre du parc naturel régional de Camargue, créé en 1970.
La réserve fait partie de la zone Natura 2000 Camargue (grande Camargue), animée par le Parc Régional de Camargue, au titre des directives Oiseaux et Habitats-Faune-Flore. Cette zone couvre l'ensemble du delta du Rhône et s'étend au large du golfe de Beauduc.
Elle est également intégrée à la réserve de biosphère de Camargue (RBC) depuis sa création en 1977 par l'UNESCO. La réserve de biosphère couvre l'ensemble du Delta biogéographique du Rhône. Il ne s'agit pas d'une mesure de protection mais d'une reconnaissance de la richesse du territoire et de l'engagement de ses acteurs.
Le 1er décembre 1986, la Camargue est reconnue site Ramsar sous le numéro 346, pour une superficie de 100 788 hectares.
Enfin, la réserve fait partie de la zone naturelle d'intérêt écologique, faunistique et floristique (ZNIEFF) de type 2 « Camargue Fluvio-Lacustre et Laguno-Marine », d'une superficie de 82788 hectares ainsi que de la ZNIEFF de type 1 « marais Est du Vaccarès du vieux Rhône aux marais de Romieu ».

### Réglementation
La réglementation de la réserve a pour objectif d’éviter les perturbations, dégradations ou pollutions des milieux et des espèces. L’accès est interdit au public sur le territoire de la réserve, à l’exception de la portion de digue à la mer traversant la réserve et de la plage de la réserve, accessibles à pied ou à vélo.
Le survol, la chasse, la pêche, la cueillette et le bivouac sont interdits sur l’ensemble du territoire de la réserve.

## Galerie

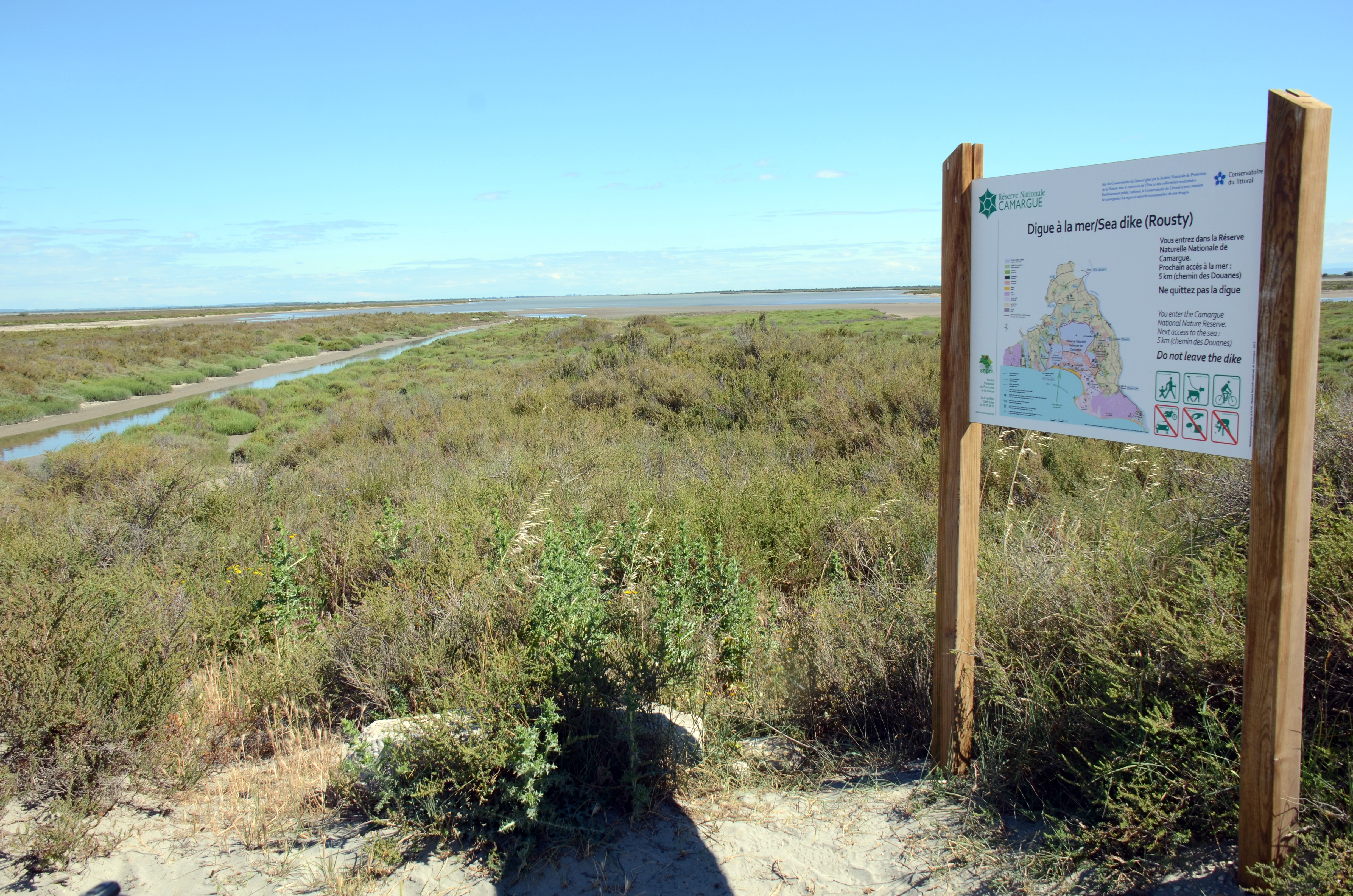
Un panneau d'information de la réserve naturelle de Camargue lors d'une vélo-randonnée sur la digue à la mer (2014) ;
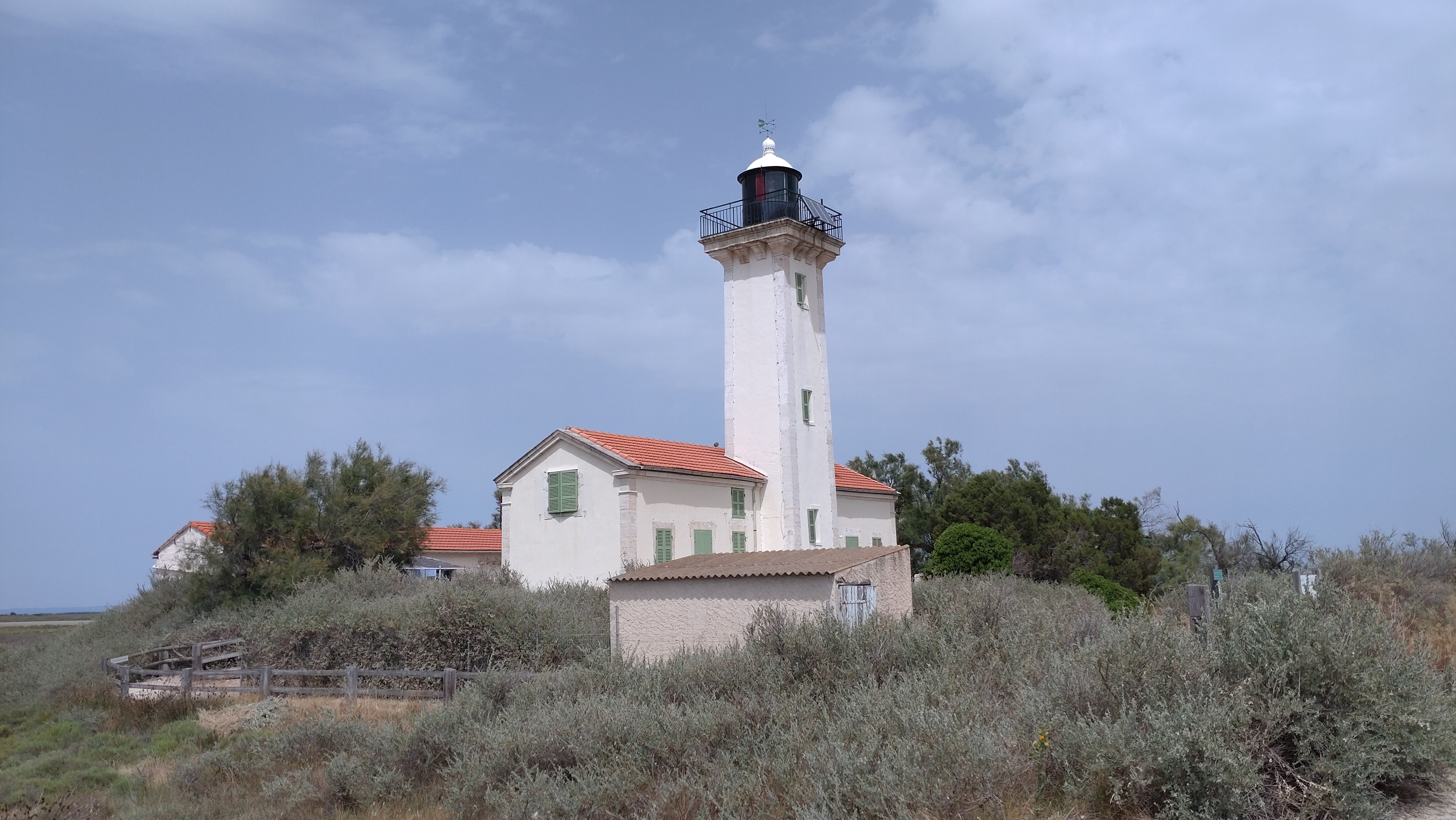
Phare de la Gacholle, siège de la réserve naturelle de Camargue (2022) ;
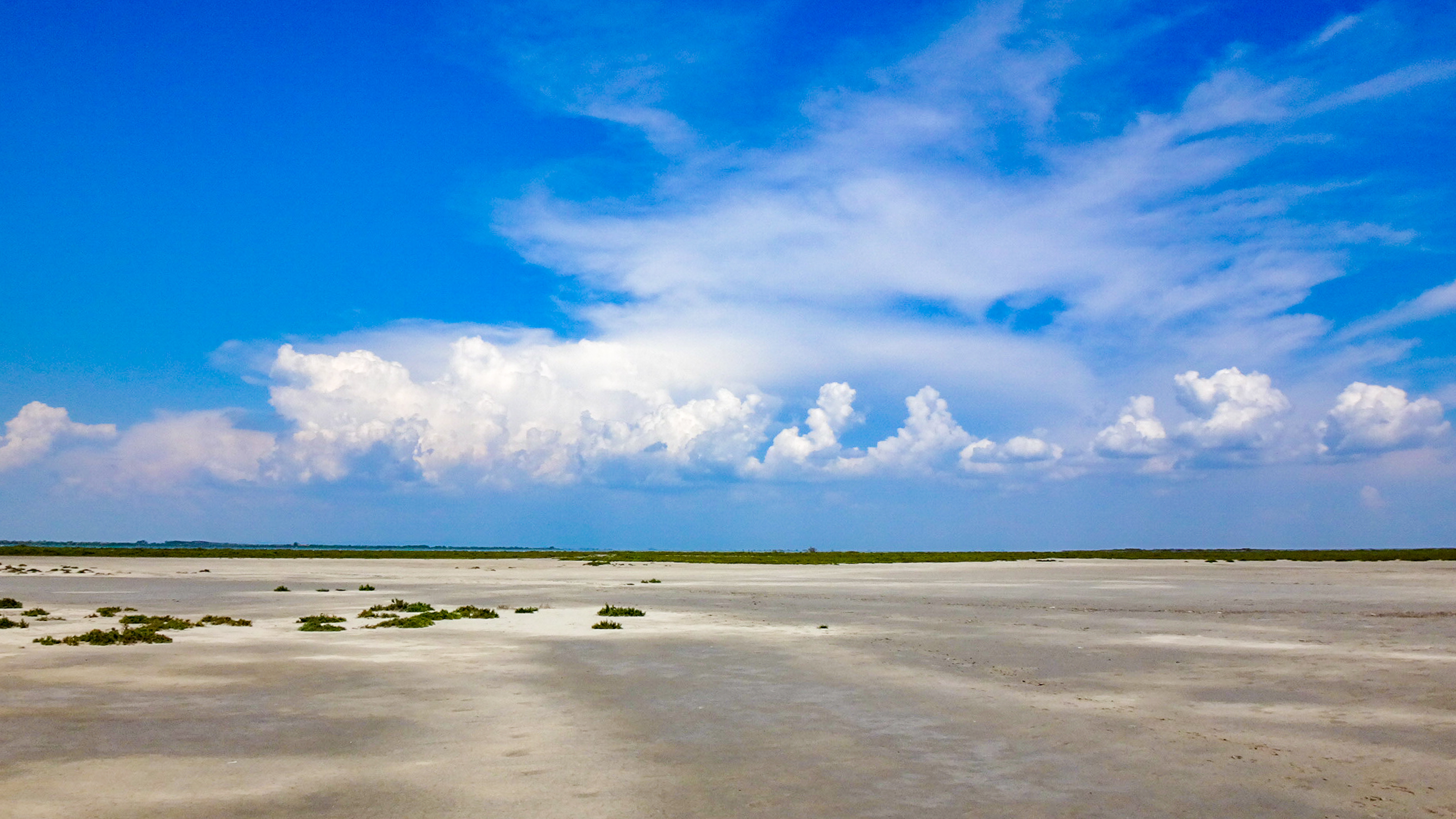
Paysage côtier de la réserve (mai 2018) ;
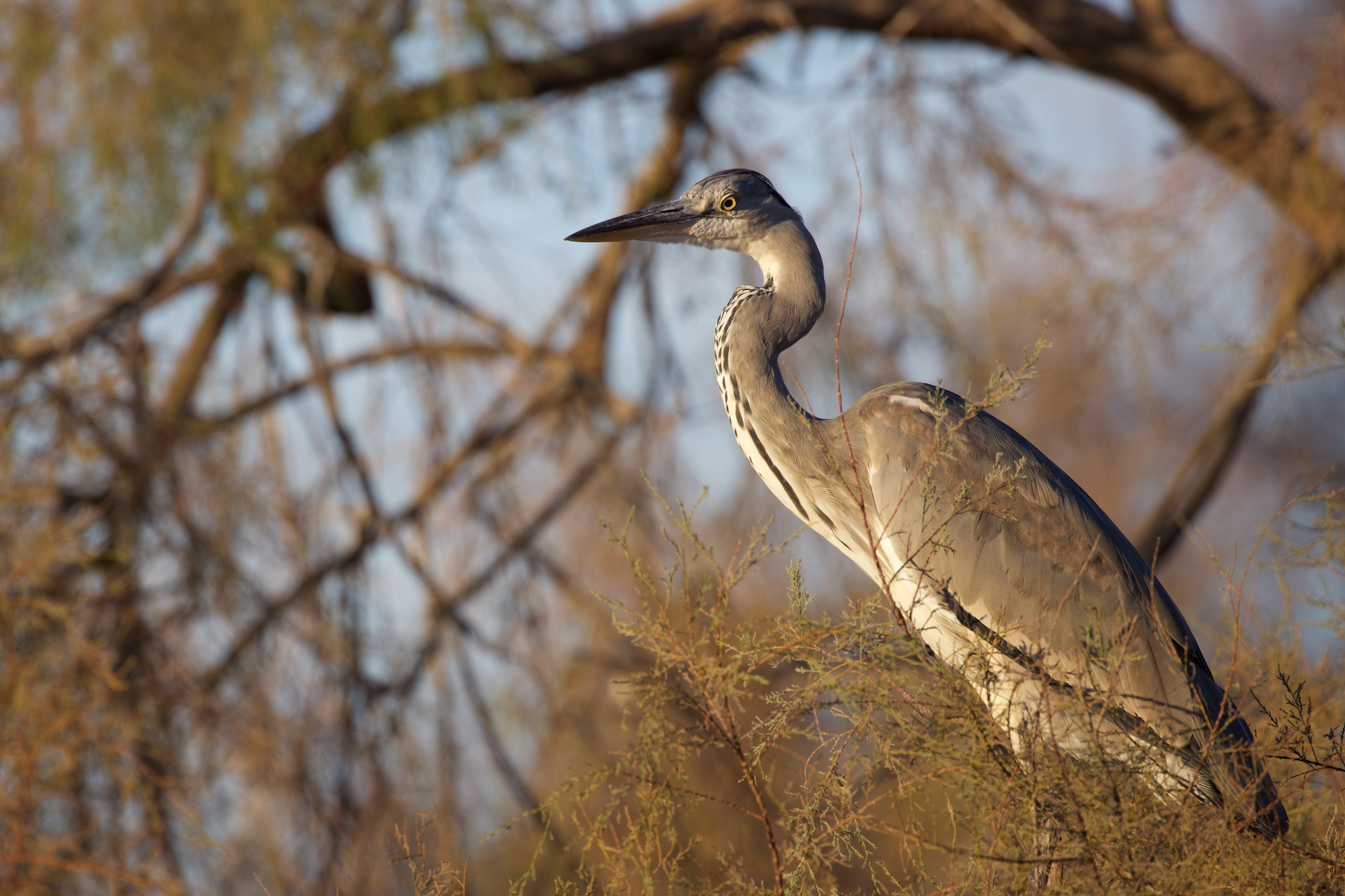
Héron cendré (Ardea cinere) perché dans un Tamaris (2017) ;
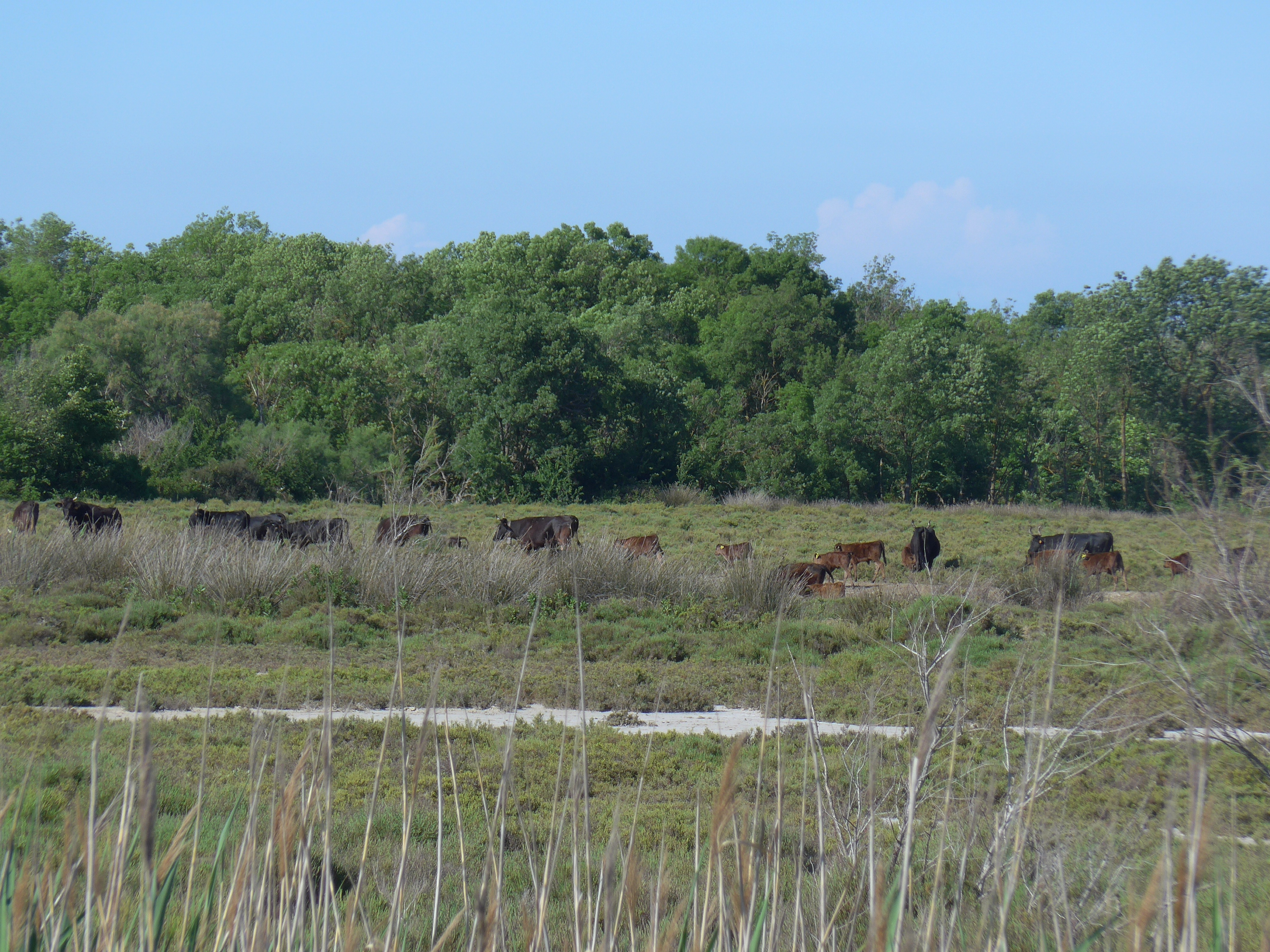
Taureaux camarguais (2018) ;
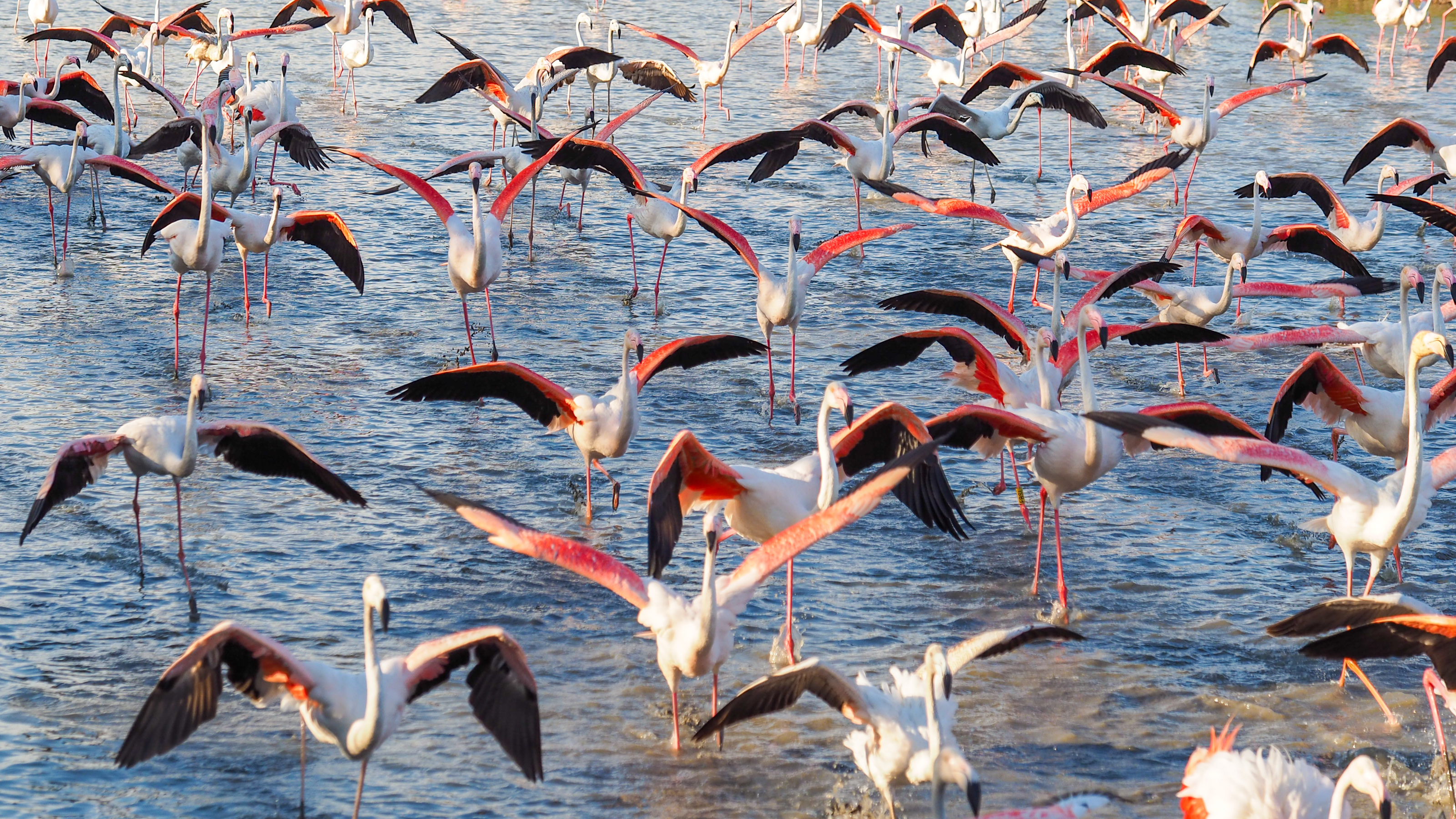
Décollage de flamants roses (mai 2019) ;
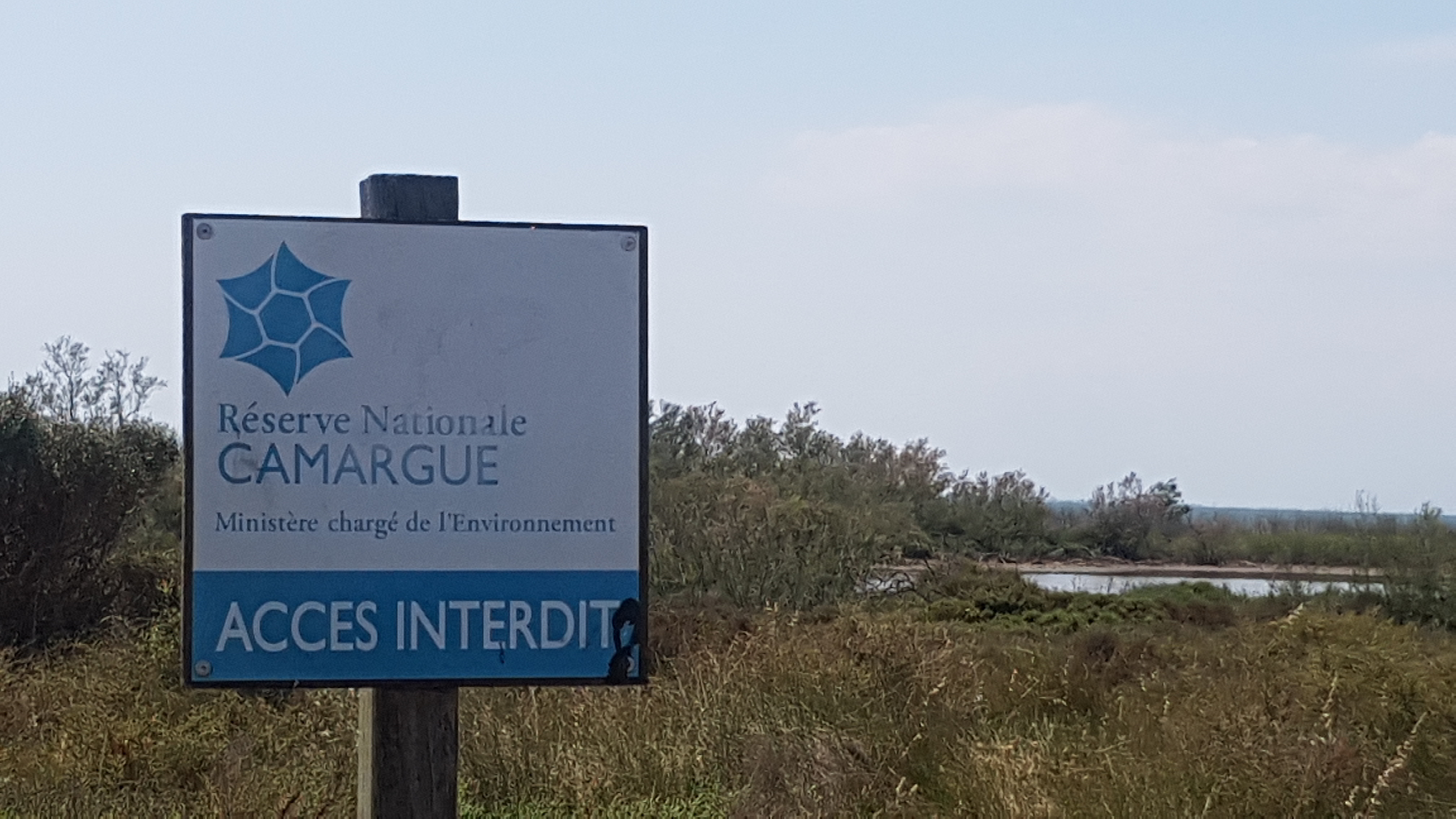
Certains accès sont interdis, afin de mieux protéger l'environnement ;
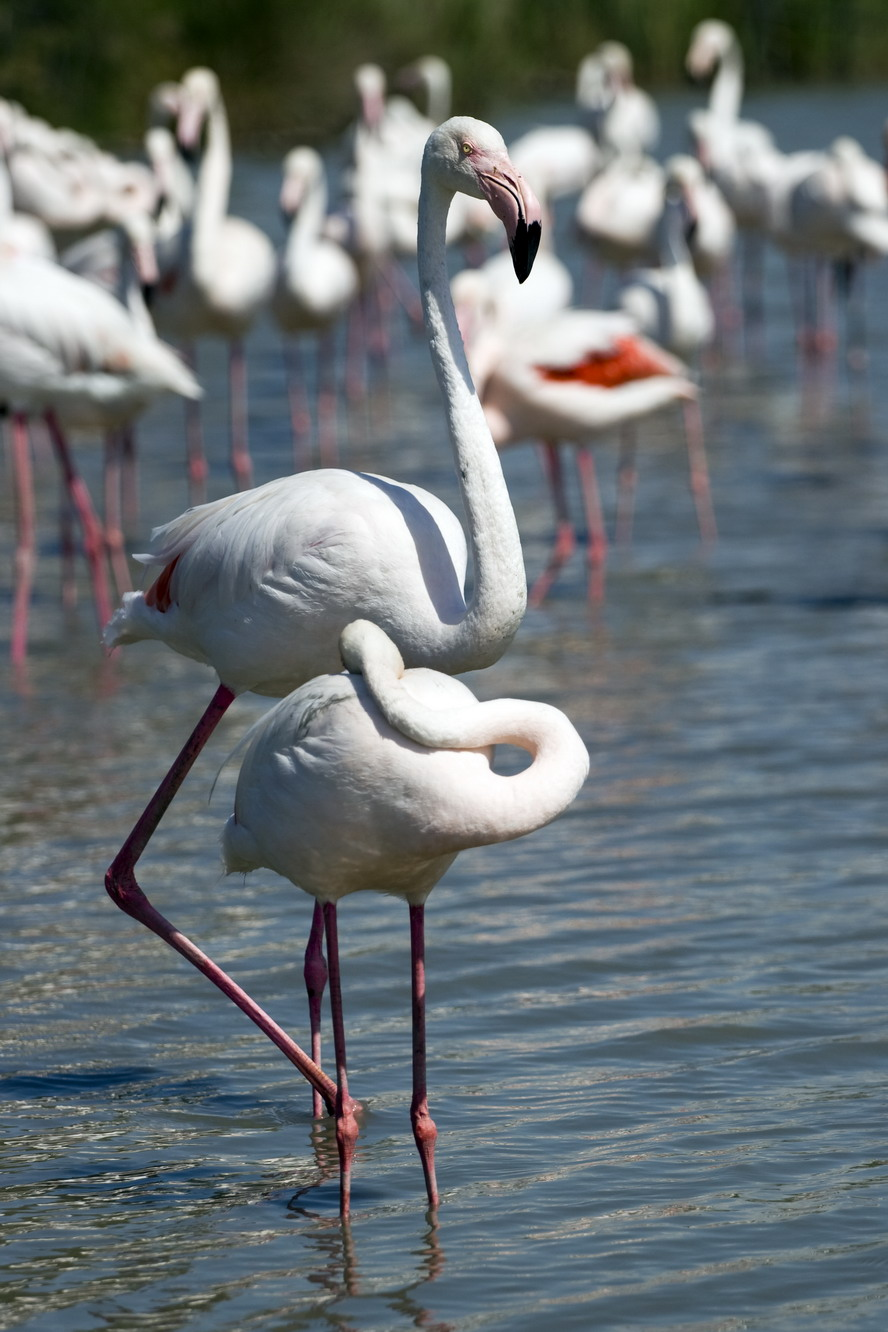
Groupe de flamants « roses » en début de saison estivale (mai 2019) ;
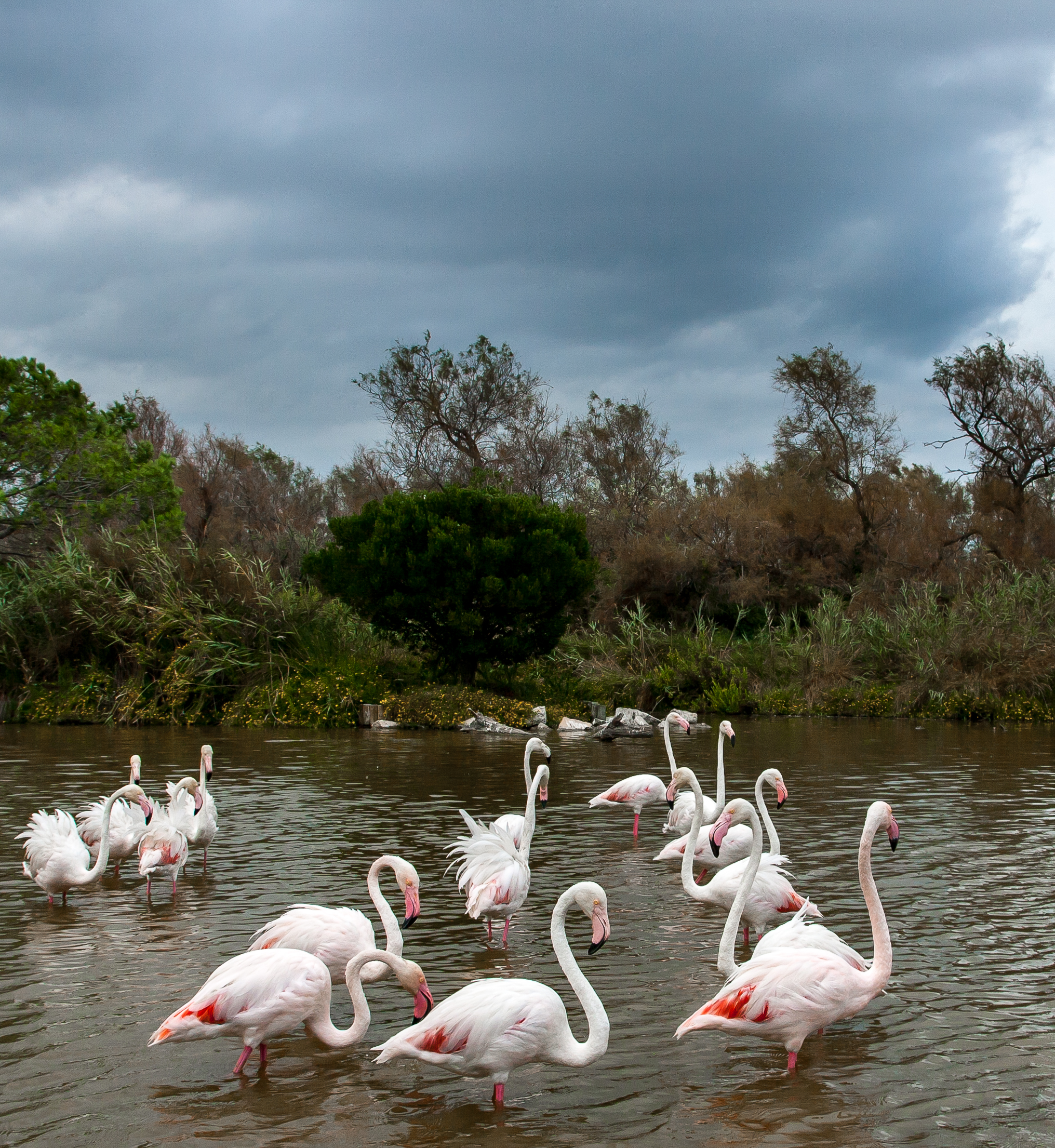
Flamants roses en fin de saison estivale (septembre 2015) ;
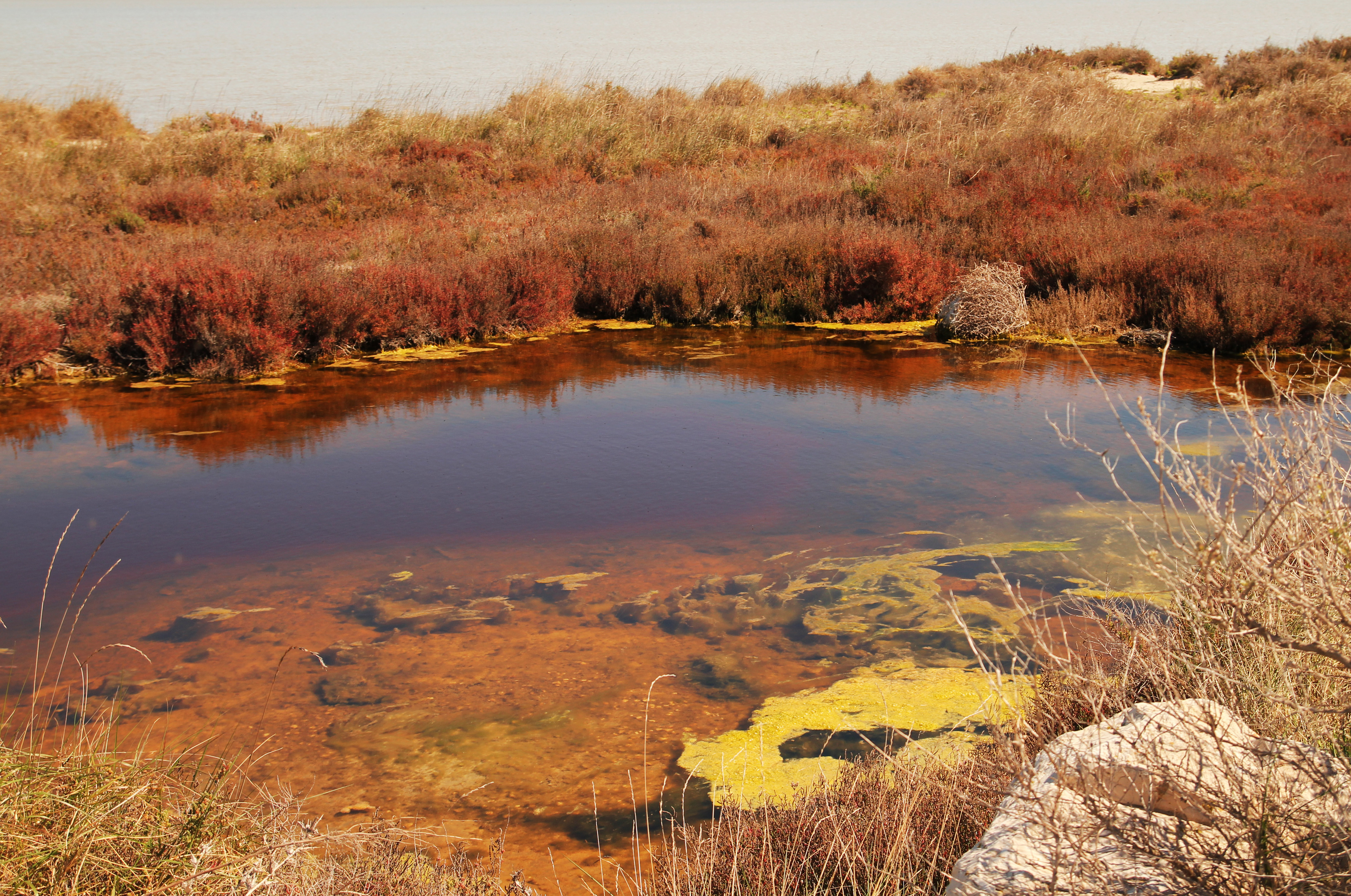
Bruyères et poaceae sont courantes sur les nombreux bras d'eau et étangs et de Camargue ;
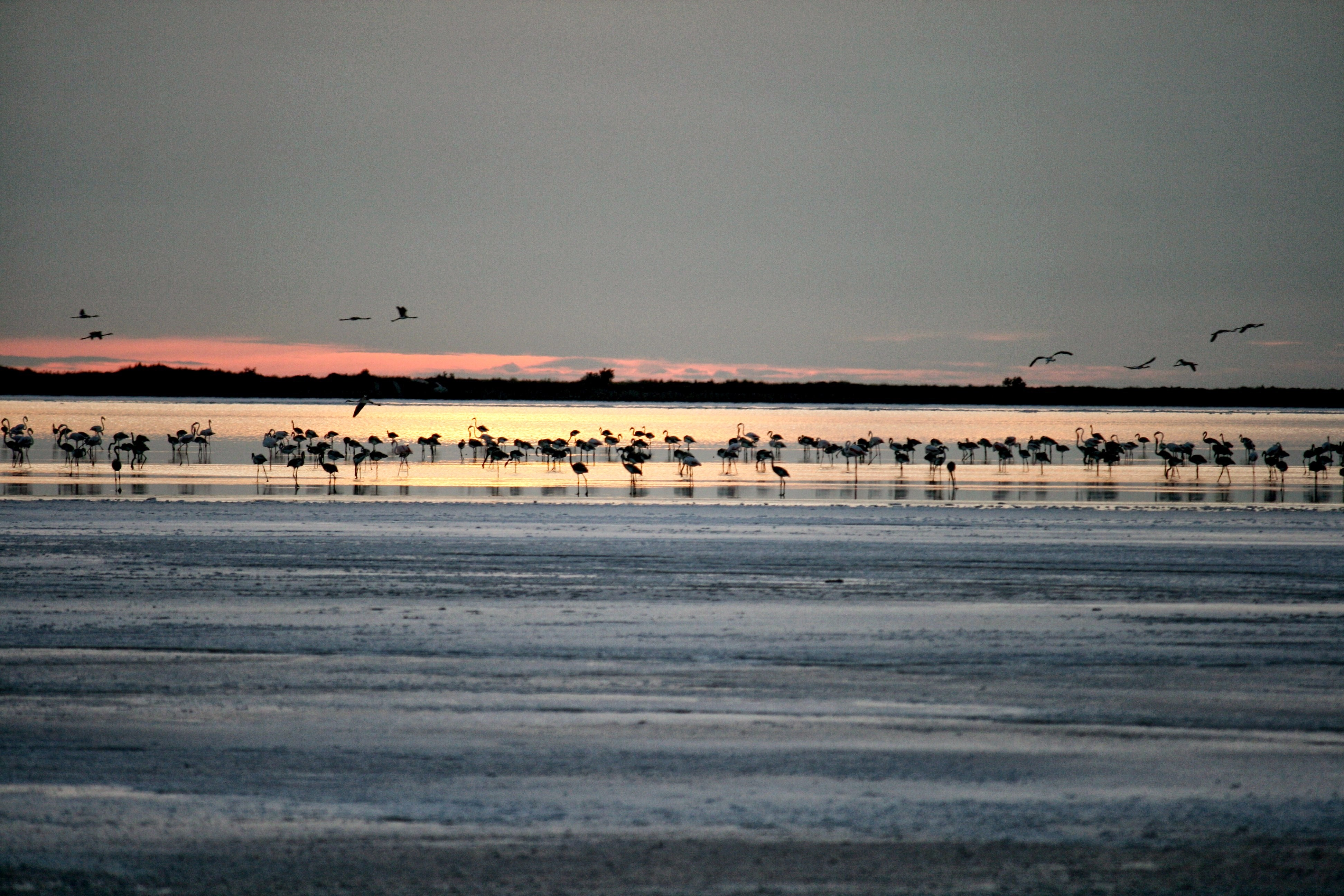
Fin de journée sur l'étang de Vaccarès, en pleine réserve (2019) ;
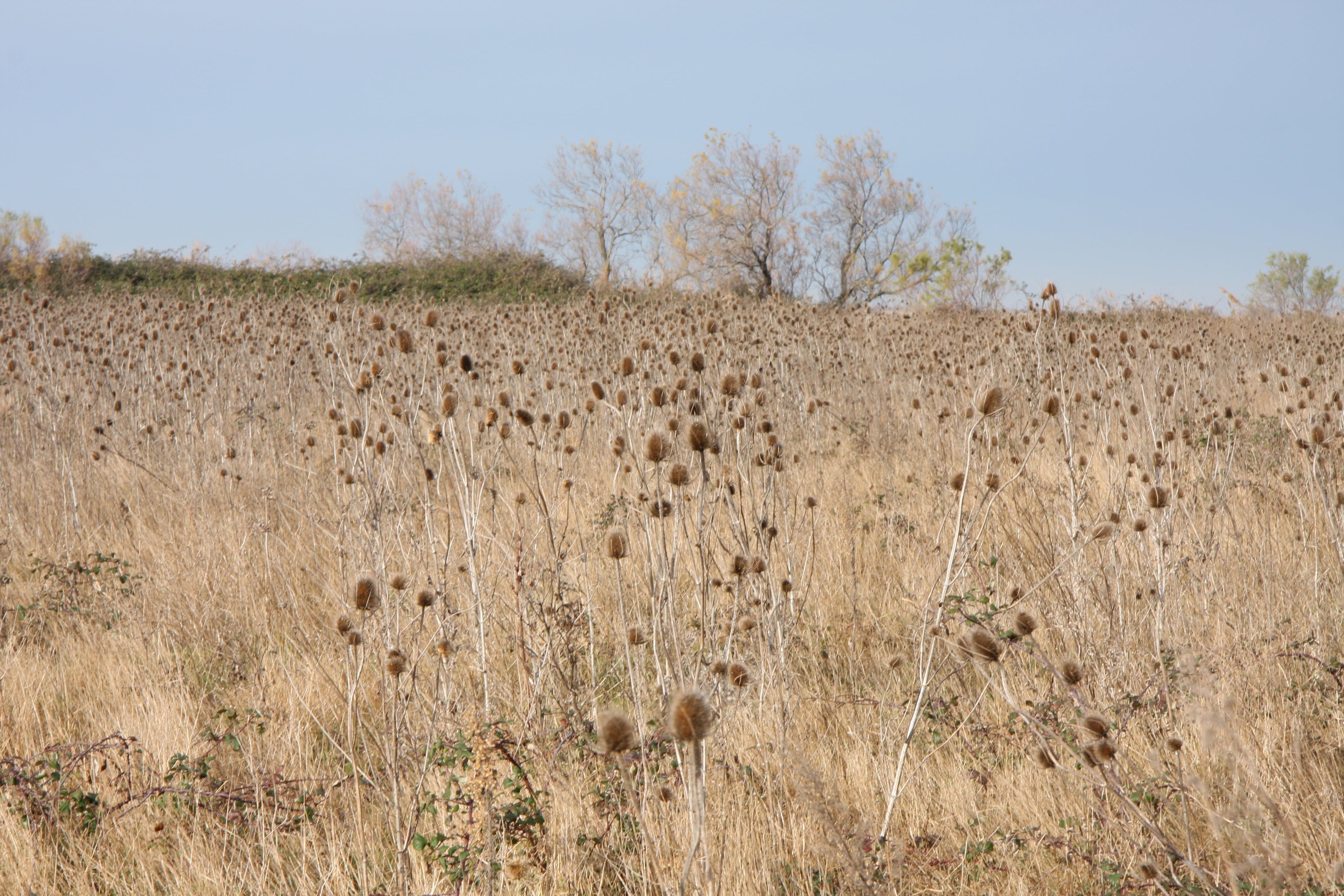
Friches d'Amphise (2010).